# Jahandar Xah
Muïzz-ud-Din Jahandar-Xah (10 de maig de 1661-11/12 de febrer 1713) fou un emperador mogol de l'Índia que va governar l'imperi del 30 de març de 1712 al 12 de febrer del 1713. Era el fill gran de Bahadur Shah I.
A la mort del seu pare el 27 de febrer de 1712 era governador de Multan, i es va proclamar emperador en conèixer la notícia; el mateix va fer el seu germà Azim aix-Xan. Poc interessat en el govern, la lluita li fou imposada pel mir bakhshi i subardar del Dèccan, Dhu l-Fiqar Khan, que volia esdevenir visir. Azim fou mort després de tres dies de lluites a l'entorn de Lahore (17 de març de 1712) i altres dos germans, Jahan Shah i Rafi aix-Xan, foren apartats fàcilment, i llavors fou reconegut com a únic emperador (tenia 52 anys).
El seu govern va ser deplorable; fou un joguet a les mans de la seva dona favorita Lal Kunwar, que abans era una simple ballarina (nautch) enfrontada a Dhu l-Fikar Khan, que esdevingué visir (wazir). Els fills de Lal Kunwar foren elevats als més alts càrrecs.
El setembre de 1712 el seu nebot Farrukhsiyar, segon fill d'Azim al-Shan, es va revoltar a Patna amb el suport d'Abdallah Khan i Husayn Ali khan, sayyids de Barha. Va avançar cap a Agra i pel camí va derrotar a Khwadja a Izz al-Din, el fill de Jahandar Shah. Aquest i el seu wazir van reunir un nou exèrcit i van anar a l'encontre del rebel cap a Agra però foren derrotats decisivament l'11 de gener de 1713 no lluny de la ciutat. Jahandar va fugir cap a Delhi buscant auxili del wakil-i mutlak Asad Khan, el pare del wazir, però pare i fill el van empresonar a Delhi i el van entregar a Farrukhsiyar (esperant gràcia d'aquest) que va ordenar mantenir-lo empresonat junt amb Lal Kunwar. La nit de l'11 al 12 de febrer de 1713 fou assassinat a la presó i l'endemà Farrukhsiyar va entrar a Delhi i fou proclamat emperador. Lal Kunwar fou enviada a una residència per les vídues dels anteriors emperadors.
Va deixar tres fills un dels quals, Aziz al-Din va regnar del 1754 a 1759 com Alamgir II.